# إرفينغ لايتون
إرفينغ لايتون هو أستاذ جامعي وكاتب وشاعر كندي، ولد في 12 مارس 1912 في Târgu Neamț ‏ في رومانيا، وتوفي في 4 يناير 2006 في كندا بسبب مرض آلزهايمر.

## وصلات خارجية
- إرفينغ لايتون على موقع الموسوعة البريطانية (الإنجليزية)
- إرفينغ لايتون على موقع ميوزك برينز (الإنجليزية)
- إرفينغ لايتون على موقع ديسكوغز (الإنجليزية)